# جلين هودجز
جلين هودجز (بالإنجليزية: Glyn Hodges)‏ (30 أبريل 1963 في المملكة المتحدة - ) هو مدرب كرة قدم ولاعب كرة قدم بريطاني في مركز الوسط. شارك مع منتخب ويلز لكرة القدم. أما مع النوادي، فقد لعب مع ديربي كاونتي وشيفيلد يونايتد وكريستال بالاس ونادي واتفورد ونوتينغهام فورست ونيوكاسل يونايتد وهال سيتي ونادي سكاربورو وKoparit ‏ ونادي ويمبلدون وSing Tao SC ‏.

## وصلات خارجية
- جلين هودجز على موقع الاتحاد الأوربي (الإنجليزية)
- جلين هودجز على موقع قاعدة بيانات كرة القدم.إي يو (الإنجليزية)
- جلين هودجز على موقع ناشيونال فوتبول تيمز (الإنجليزية)
- جلين هودجز على موقع Soccerbase.com (لاعب) (الإنجليزية)
- جلين هودجز على موقع عالم كرة القدم.نت (الإنجليزية)